# Allothunnus fallai
Allothunnus fallai (Serventy, 1948) è un pesce osseo marino della famiglia Scombridae. Si tratta dell'unica specie del genere Allothunnus.

## Descrizione
Si tratta di uno scombride di taglia medio piccola, con corpo slanciato ma robusto, a sezione circolare. Le pinne dorsali sono due, contigue, la prima è abbastanza lunga e di altezza decrescente, la seconda piccola e subtriangolare, uguale ed opposta alla pinna anale. Il peduncolo caudale è sottile e dotato di tre carene di cui la centrale più grande e più avanzata; sono presenti anche da 6 a 8 pinnule sia nella parte dorsale che in quella ventrale. Le scaglie sono presenti solo nella parte dorsale anteriore (corsaletto), il ventre è completamente nudo. La vescica natatoria è assente.
Il colore è blu scuro o nerastro sul dorso (più scuro nella regione cefalica) e biancastro argenteo sul ventre. Non sono presenti macchie o strie sul corpo. Le pinne ventrali e pettorali sono violacee nella parteesterna e nere su quello interno.
La taglia massima è di 96 cm ma normalmente non supera gli 89 cm. Il peso massimo noto è di 13,7 kg.

## Distribuzione e habitat
Presente in tutti gli oceani dell'Emisfero Australe tra 20° e 50° sud. Un esemplare è stato catturato nel porto di Los Angeles ed uno nell'Oceano Pacifico settentrionale, entrambi i casi sono considerati individui erratici.
È una specie pelagica oceanica che frequenta gli strati superficiali della colonna d'acqua.

## Biologia
Questa specie forma banchi solo occasionalmente.

### Alimentazione
L'alimentazione è planctofaga, le prede principali sono i crostacei eufausiacei (krill). Prede meno importanti sono calamari e pesci.

### Riproduzione
I giovanili sono frequenti nella parte nord dell'areale, in acque meno fredde degli adulti.

## Pesca
Non esiste una vera e propria pesca commerciale per questa specie e il suo valore economico è limitato. Le carni sono ottime, più chiare che nella maggioranza degli altri tonni e ricche di olio.

## Conservazione
La specie non è considerata minacciata. Viene catturata come cattura accessoria con i palamiti per la pesca del tonno rosso australe ma le popolazioni sono stabili ed è una specie comune negli oceani dell'emisfero sud.